# Hemileuca grotei
Hemileuca grotei är en fjärilsart som beskrevs av Carl Heinrich Hopffer 1868. Hemileuca grotei ingår i släktet Hemileuca och familjen påfågelsspinnare. Inga underarter finns listade i Catalogue of Life.